# Ràdio Salut
Ràdio Salut fue una emisora de radio de Barcelona, España.

## Historia
El proyecto de una emisora especializada en temas de salud nació de la idea de José María Ballvé (1932-1999), un empresario originario del mundo de la publicidad, que fue también propietario de Radio Miramar. En 1983 Ballvé, junto a Luis del Olmo, Jorge Arandes y Francisco Palasí fundaron Radio Salud, SA. Para poner en marcha la nueva emisora llegaron a un acuerdo para alquilar la frecuencia de FM de Ràdio Sabadell (89.1 FM), que funcionaba con el nombre de Antena de Catalunya (emisora que posteriormente, en 1986, acabarían adquiriendo en propiedad). Ballvé fue el primer presidente de Radio Salud, SA y Arandes el primer director de la emisora.
Las emisiones de Radio Salud se iniciaron el 24 de octubre de 1983., los estudios se ubicaron en el 460 de la Avenida Diagonal de Barcelona, mientras que las emisiones, que se realizaban desde la barcelonesa montaña del Tibidabo, cubrían toda el área metropolitana de la capital catalana.
A finales de los años ochenta y principios de los noventa se produjeron varios cambios en el accionariado de la empresa, con la salida de Luis del Olmo y Francisco Palasí y la entrada de Caixa Andorrana de la Seguretat Social y Laboratorios Pierre Fabre.
En 1997 Radio Salud llegó a un acuerdo con Uniprex para asociarse con Onda Cero, pasando a emitir los principales programas de esta cadena y reduciendo su programación propia. Paralelamente, el nombre de la emisora cambió a Ràdio Salut - Onda Cero.
En 1999 falleció José María Ballvé, anteriormente en el año 1997 su hijo Juan Carlos Ballvé había sustituido a Jorge Arandes como director de la emisora.
En 2001 finalizó su asociación con Onda Cero y en noviembre de ese año pasó a emitir la programación de Europa FM, radiofórmula musical, con el nombre de Ràdio Salut - Europa FM. Esta relación duró hasta 2004, cuando Europa FM fue adquirida por Onda Cero. Ese año Grupo Recoletos, que estaba expandiendo a nivel nacional Radio Marca, llegó a un acuerdo con Radio Salud S.A. para que ésta gestionara el producto de Radio Marca en Barcelona creando Radio Marca Barcelona.  A partir de ese momento, la frecuencia del 89.1 FM pasó a emitir la programación de la cadena deportiva, repartiendo equitativamente las horas de conexión en cadena con las horas de desconexión local que produce Radio Salud S.A. y que se realizan desde los estudios de la Avenida Diagonal. Dentro de la programación se emite La Claqueta, programa dedicado al cine que ha cumplido 30 años en antena y que se emite desde Barcelona para toda la cadena.
A pesar de perder el dial del 89.1 FM, Ràdio Salut obtuvo una frecuencia provisional, dentro del llamado Plan piloto, en el 100.9 FM de San Pedro de Ribas (Garraf). De este modo, durante cinco años pudo seguir emitiendo para toda la provincia de Barcelona con el nombre de Ràdio Salut Catalunya y una programación exclusivamente musical.  En 2008 Ràdio Salut se presentó al concurso para obtener de forma definitiva la adjudicación de la frecuencia, pero no le fue concedida. Finalmente, en 2009 Ràdio Salut cesó sus emisiones por FM y continuó sus emisiones solo por internet en www.radiosalut.com.
En las frecuencias de Ràdio Salut en FM en la actualidad se escucha Radio Marca Barcelona.